# NGC 2242
NGC 2242 – mgławica planetarna położona w gwiazdozbiorze Woźnicy. Została odkryta 24 listopada 1886 roku przez Lewisa Swifta.